# سيباستيان فيليه
سيباستيان فيليه Sebastien Feller (ولد في 11 مارس 1991 في تيونفيل) لاعب شطرنج فرنسي يحمل لقب أستاذ كبير.

## ألقاب
- نال لقب أستاذ دولي ولقب أستاذ كبير عام 2007، في عمر السابعة عشر.

## إنجازات
- فاز ببطولة فرنسا للشطرنج للشباب عام 2007.
- فاز بالمركز الثاني في بطولة أوروبا تحت 16 سنة عام 2007.

## تصنيف إيلو
- بلغ تصنيف إيلو 2576 نقطة في يناير 2018.

## روابط خارجية
- سيباستيان فيليه على موقع الاتحاد الدولي للشطرنج (الإنجليزية)
- سيباستيان فيليه على موقع مباريات الشطرنج (الإنجليزية)
- سيباستيان فيليه على موقع 365Chess.com (الإنجليزية)
- سيباستيان فيليه على موقع Chesstempo.com (الإنجليزية)
- سيباستيان فيليه سجل أولمبياد الشطرنج على موقع OlimpBase.org (الإنجليزية)